# 핀치 콘티니의 정원
《핀치 콘티니의 정원》(이탈리아어: Il giardino dei Finzi-Contini)은 1970년에 개봉한 이탈리아와 서독의 시대극 전쟁 드라마 영화이다. 비토리오 데시카가 감독과 공동 각본을 맡았으며, 조르조 바사니의 동명 소설이 원작이다. 1971년 제21회 베를린 국제 영화제 황금곰상, 1972년 제44회 아카데미상 국제영화상 수상작이다.

## 줄거리
1938년 페라라의 부유한 유대인 핀치콘티니가는 시립 테니스 클럽에서 유대인을 출입 금지 시키자 두 자녀 미콜과 알베르토의 친구들을 개인 테니스장에 초대한다. 이중엔 유대인 사업가의 아들 조르조와 비유대인이며 공산주의자인 잠피에로도 있다. 대학 도서관에서 유대인 출입을 금지시키자 핀치콘티니가는 조르조에게 개인 서재를 개방해준다.
1940년 이탈리아가 제2차 세계 대전에 참전하자 잠피에로는 징집 당하고 유대인인 조르조는 면제된다. 미콜을 짝사랑해온 조르조는 미콜이 잠피에로와 맺어졌다는 걸 알게 된다.
1943년 경찰이 핀치콘티니가 전원을 체포한다. 어려서 다녔던 학교에 갇힌 미콜은 조르조의 아버지를 만나 조르조는 도망에 성공했으며 잠피에로는 소련에서 사망했다는 걸 알게 된다.

## 출연진
- 리노 카폴리키오
- 도미니크 상다
- 파비오 테스티
- 로몰로 발리
- 헬무트 베르거
- 바르바라 필라빈
- 에토레 제리
- 라파엘레 쿠리

## 기타 제작진
- 미술: 잔카를로 바르톨리니 살림베니

## 우리말 녹음
KBS 성우진 (1990년 1월 14일)
- 권희덕 - 미콜 (도미니크 상다)
- 오세홍 - 조르조 (리노 카폴리키오)
- 김규식
- 박은숙
- 성선녀
- 설영범
- 이정구
- 장정진
- 전기병
- 유제상
- 백순철
- 안종익
- 이규화
- 장세준